# 左文字進
左文字 進（さもんじ すすむ）は、西村京太郎の推理小説に登場する架空の探偵。

## 小説作品における設定
私立探偵で、左文字探偵事務所所長。32歳。ロサンゼルス生まれ。母は日本人、父はドイツ系アメリカ人の混血。身長は183センチメートル、体重は75キログラム。
日本とアメリカの両方の国籍を持っている。私立探偵以外に、アメリカでは弁護士資格も有している。
黒髪だが、青色の瞳と彫りの深い顔立ちのため、欧米系外国人に間違われることもある。
コロンビア大学で犯罪心理学を学んだ後、サンフランシスコの探偵事務所で働く。両親が相次いで病死したのを機会に日本を訪れた。読売ジャイアンツの広報課長の友人がおり、巨人の選手たちが誘拐された事件（『消えた巨人軍』）を解決した。現在は新宿西口にある36階建て高層ビルの32階に探偵事務所を構えている。
愛車は長らくオリエンタルレッドのオースチン・ミニ・クーパーSだったが、来日してしばらくたってからは中古のムスタングに買い換えた。その後は再びミニ・クーパーに乗り換えている。
喫煙者で、セブンスターを吸っている。
瀬畑純のコミカライズ版では、オールバックの髪型にメガネを掛けた知的な人物として描かれている。命令口調でやたらと態度が大きく、矢部には突っ込まれている。作風も原作と比べるとかなりコミカルになっている。

## 関連人物
左文字史子 / 藤原史子
左文字の妻。左文字探偵事務所の秘書兼事務員。28歳。『消えた巨人軍』の事件をきっかけにして左文字と知り合い、半年足らずで左文字と結婚した。旧姓は藤原。
当初はジャイアンツの球団社長の有能な秘書として登場した。誘拐された選手たちを救出するべく左文字にパートナーとして指名される。始めは左文字に対して捻くれた態度を取っていたが少しずつ認めていき、推理が外れて落ち込む彼を励ますなどツンデレな振る舞いも見せるようになる。事件解決後に左文字から助手になってほしいと告げられ、更に告白されたことで正式にパートナーとなった。
記憶力は抜群で、一度見た映画の主題歌を歌えるほど。気が強く、矢部ほどではないが感情的になりやすいところがある。女性として異性に対する理想を持っており、矢部が妻（美加）のために己を顧みず行動した時は、心配する夫を他所に応援をしていた。頭は切れるが金儲けが上手く行かない夫にはよく憎まれ口を叩く。
瀬畑純のコミカライズ版では、温和だが芯の強い女性として描かれている。夫とは息がぴったりで信頼し合っている。
矢部警部
警視庁捜査一課所属の警部。左文字とは『消えた巨人軍』の事件で知り合った。
見た目は中肉中背の温厚人物だが、左文字から「切れる男」と評されるほどの実力者。しかし左文字とは逆に直情的傾向にあり、時には無謀な行動にでることも。
『失踪』では「美加」という若い妻と結婚している。
瀬畑純のコミカライズ版では、無精ヒゲを生やした体格のいい中年として描かれている。命令口調で態度の大きい左文字にはたびたびツッコミを入れる。また女性の刑事が部下になっているという独自設定がある。

## 登場作品
- 消えた巨人軍
- 華麗なる誘拐
- ゼロ計画を阻止せよ
- 盗まれた都市
- 黄金番組殺人事件
- トンネルに消えた…　［短編、「トンネルに消えた」所収］
- 三人目の女　［短編、「十津川警部『ある女への挽歌』」所収］
- 依頼人は死者　［短編、「十津川警部『ある女への挽歌』」所収］
- 失踪
- 兇悪な街

## 映像化

### テレビドラマ
消えた巨人軍
1978年9月1日から9月29日まで、日本テレビ系列で放送された。日本テレビ・東映の制作による。藤岡弘が左文字を演じている。原作とは異なり、矢部警部の部下の刑事に設定が変更されている。
探偵 左文字進
1999年からTBS系列で放送されているドラマシリーズ。水谷豊が主演している。

### その他
『華麗なる誘拐』は2004年4月17日公開の映画『恋人はスナイパー 劇場版』の原作として使用された。主人公はTVドラマからの登場人物に、犯人グループは多国籍の狙撃手の集団へと変更されている。
2006年1月5日に日本テレビで放送された番組「西村京太郎からの挑戦 本格ミステリークイズ 芸能界推理王決定戦!」で、保阪尚希が左文字進を演じた。